# Одър
О̀дър (миндер или легло) е повдигната и покрита с дъски част от пода в къщито или собата (жилищното помещение) или на чардака в традиционната къща.
Одърът се използва за сядане и спане. Най-често заема цялата ширина на помещението. В старопланинските къщи се нарича менсофа, а в родопската къща е превърнат в салон, голямо преддверие.